# Gen nieciągły
Gen nieciągły (gen podzielony, gen eukariotyczny) – gen, w którym kodująca sekwencja nukleotydów (ekson) jest rozdzielona odcinkami niekodującymi (intronami), przy czym introny są wielokrotnie dłuższe od eksonów. Geny nieciągłe występują u eukariontów i archeonów. Do 1977 r. znane były wyłącznie geny ciągłe, niezawierające intronów. Geny nieciągłe zostały odkryte niezależnie przez Phillipa Sharpa i Richarda Robertsa, którzy za te badania otrzymali w 1993 roku Nagrodę Nobla w dziedzinie fizjologii lub medycyny.